# 寬延
寬延是日本的年號之一。在延享之後、寶曆之前。指1748年到1751年的期間。這個時代的天皇是桃園天皇。江戶幕府的將軍是德川家重。

## 改元
- 延享5年7月12日（公元1748年8月5日） 因桃園天皇即位而改元
- 寬延4年10月27日（公元1751年12月14日） 改元為寶曆

## 出典
出自《文選》的「開寬裕之路、以延天下之英俊也」。

## 寬延年間要事
元年8月　『假名手本忠臣藏』（人形淨瑠璃）　於大坂・竹本座首演。同年歌舞伎化。

## 西元對照表
| 寬延 | 元年   | 2年    | 3年    | 4年    |
| ---- | ------ | ------ | ------ | ------ |
| 西元 | 1748年 | 1749年 | 1750年 | 1751年 |
| 干支 | 戊辰   | 己巳   | 庚午   | 辛未   |

| 前一年號： 延享 | 日本年號 | 下一年號： 寶曆 |